# 안녕 우리들의 유치원
《안녕 우리들의 유치원》(일본어: さよならぼくたちのようちえん)은 2011년 3월 30일 닛폰 TV 계열에서 방송된 일본의 TV 드라마이다. 주연은 아시다 마나(아시다는 일본 드라마 사상 최연소 첫 주연을 맡았다). 같은 이름의 동요(졸원 노래)가 모티브가 되고 있다.